# Pik Tol’jatti
Der Pik Tol’jatti (englische Transkription von russisch Пик Тольятти Pik Toljatti) ist ein Berggipfel im ostantarktischen Königin-Maud-Land. Im Kurzegebirge der Orvinfjella ragt er nordwestlich der Lokehellene an der Westflanke des Nupsskarvet auf.
Russische Wissenschaftler benannten ihn. Als Namensgeber kommen die russische Stadt Toljatti oder deren Namensgeber, der italienische Politiker Palmiro Togliatti (1893–1964), in Frage.